# Ashoro, Hokkaidō
Ashoro (足寄町 Ashoro-chō) là thị trấn thuộc huyện Ashoro, phó tỉnh Tokachi, Hokkaidō, Nhật Bản. Tính đến ngày 1 tháng 10 năm 2020, dân số ước tính thị trấn là 6.563 người và mật độ dân số là 4,7 người/km2. Tổng diện tích thị trấn là 1.408,09 km2.

## Địa lý

### Khí hậu
| Dữ liệu khí hậu của Ashoro, Hokkaidō     | Dữ liệu khí hậu của Ashoro, Hokkaidō | Dữ liệu khí hậu của Ashoro, Hokkaidō | Dữ liệu khí hậu của Ashoro, Hokkaidō | Dữ liệu khí hậu của Ashoro, Hokkaidō | Dữ liệu khí hậu của Ashoro, Hokkaidō | Dữ liệu khí hậu của Ashoro, Hokkaidō | Dữ liệu khí hậu của Ashoro, Hokkaidō | Dữ liệu khí hậu của Ashoro, Hokkaidō | Dữ liệu khí hậu của Ashoro, Hokkaidō | Dữ liệu khí hậu của Ashoro, Hokkaidō | Dữ liệu khí hậu của Ashoro, Hokkaidō | Dữ liệu khí hậu của Ashoro, Hokkaidō | Dữ liệu khí hậu của Ashoro, Hokkaidō |
| Tháng                                    | 1                                    | 2                                    | 3                                    | 4                                    | 5                                    | 6                                    | 7                                    | 8                                    | 9                                    | 10                                   | 11                                   | 12                                   | Năm                                  |
| ---------------------------------------- | ------------------------------------ | ------------------------------------ | ------------------------------------ | ------------------------------------ | ------------------------------------ | ------------------------------------ | ------------------------------------ | ------------------------------------ | ------------------------------------ | ------------------------------------ | ------------------------------------ | ------------------------------------ | ------------------------------------ |
| Cao kỉ lục °C (°F)                       | 7.3 (45.1)                           | 11.8 (53.2)                          | 17.9 (64.2)                          | 30.0 (86.0)                          | 38.8 (101.8)                         | 37.1 (98.8)                          | 37.5 (99.5)                          | 36.6 (97.9)                          | 34.4 (93.9)                          | 26.8 (80.2)                          | 21.4 (70.5)                          | 13.9 (57.0)                          | 38.8 (101.8)                         |
| Trung bình ngày tối đa °C (°F)           | −1.4 (29.5)                          | −0.1 (31.8)                          | 4.6 (40.3)                           | 11.9 (53.4)                          | 18.2 (64.8)                          | 21.7 (71.1)                          | 24.7 (76.5)                          | 25.6 (78.1)                          | 22.0 (71.6)                          | 15.9 (60.6)                          | 8.2 (46.8)                           | 0.8 (33.4)                           | 12.7 (54.8)                          |
| Trung bình ngày °C (°F)                  | −9.1 (15.6)                          | −7.5 (18.5)                          | −1.4 (29.5)                          | 5.2 (41.4)                           | 11.2 (52.2)                          | 15.3 (59.5)                          | 19.1 (66.4)                          | 20.1 (68.2)                          | 16.0 (60.8)                          | 9.1 (48.4)                           | 2.0 (35.6)                           | −5.9 (21.4)                          | 6.2 (43.1)                           |
| Tối thiểu trung bình ngày °C (°F)        | −16.3 (2.7)                          | −15.2 (4.6)                          | −7.5 (18.5)                          | −1.1 (30.0)                          | 4.8 (40.6)                           | 10.2 (50.4)                          | 14.8 (58.6)                          | 16.0 (60.8)                          | 11.1 (52.0)                          | 3.2 (37.8)                           | −3.6 (25.5)                          | −12.2 (10.0)                         | 0.3 (32.6)                           |
| Thấp kỉ lục °C (°F)                      | −29.4 (−20.9)                        | −29.0 (−20.2)                        | −21.9 (−7.4)                         | −13.3 (8.1)                          | −5.4 (22.3)                          | −0.6 (30.9)                          | 5.1 (41.2)                           | 5.7 (42.3)                           | −1.0 (30.2)                          | −7.3 (18.9)                          | −17.2 (1.0)                          | −24.4 (−11.9)                        | −29.4 (−20.9)                        |
| Lượng Giáng thủy trung bình mm (inches)  | 26.2 (1.03)                          | 17.7 (0.70)                          | 32.3 (1.27)                          | 55.8 (2.20)                          | 83.8 (3.30)                          | 72.4 (2.85)                          | 114.0 (4.49)                         | 147.3 (5.80)                         | 124.5 (4.90)                         | 79.6 (3.13)                          | 44.0 (1.73)                          | 36.0 (1.42)                          | 833.5 (32.81)                        |
| Số ngày giáng thủy trung bình (≥ 1.0 mm) | 5.1                                  | 4.3                                  | 6.1                                  | 8.1                                  | 10.1                                 | 9.5                                  | 10.4                                 | 11.4                                 | 10.6                                 | 8.8                                  | 7.3                                  | 6.6                                  | 98.3                                 |
| Số giờ nắng trung bình tháng             | 181.8                                | 173.1                                | 203.4                                | 183.1                                | 176.4                                | 146.9                                | 123.8                                | 127.0                                | 144.2                                | 167.4                                | 161.9                                | 164.9                                | 1.953,9                              |
| Nguồn: Cục Khí tượng Nhật Bản            |                                      |                                      |                                      |                                      |                                      |                                      |                                      |                                      |                                      |                                      |                                      |                                      |                                      |